# John Joseph O'Connor
John Joseph Cardeal O'Connor (Filadélfia, 15 de janeiro de 1920 – New York, 3 de maio de 2000) foi um prelado americano da Igreja Católica. Ele serviu como Arcebispo de Nova Iorque de 1984 até sua morte em 2000, e foi feito cardeal em 1985. Ele serviu anteriormente como capelão da Marinha dos EUA (1952–1979, incluindo quatro anos como chefe), bispo auxiliar do Vicariato Militar de Estados Unidos (1979–1983) e Bispo de Scranton (1983–1984).

## Início da vida, educação e carreira militar
O'Connor nasceu na Filadélfia, o quarto dos cinco filhos de Thomas J. O'Connor e Dorothy Madalena (nascida Gomple) O'Connor (1886–1971), filha de Gustave Gumpel, um açougueiro kosher e rabino judeu. Em 2014, sua irmã Mary O'Connor Ward descobriu através de pesquisa genealógica que sua mãe nasceu judia e foi batizada como católica romana aos 19 anos. Os pais de John se casaram no ano seguinte.

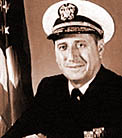
O'Connor durante sua carreira naval

O'Connor frequentou escolas públicas até seu primeiro ano do ensino médio, quando se matriculou na West Philadelphia Catholic High School for Boys. Ele então se matriculou no Seminário St. Charles Borromeo, e ao se formar foi ordenado sacerdote para a Arquidiocese de Filadélfia em 15 de dezembro de 1945, por Hugh L. Lamb, então bispo auxiliar da arquidiocese. Ele inicialmente ensinou na St. James High School em Chester, Pensilvânia.
O'Connor se juntou ao Corpo de Capelães da Marinha dos Estados Unidos em 1952 durante a Guerra da Coréia, e subiu na hierarquia para se tornar um contra-almirante e chefe dos capelães da Marinha. Foi Chefe dos Capelães desde 1975, por um período de quatro anos, aposentando-se em 1979. Obteve aprovação para a criação do RP [Especialista em Programa Religioso] Enlisted Rating, e supervisionou o processo de levantar-se esta classificação, aceitando inicialmente transferências de outras taxas alistadas. A classificação RP forneceu capelãescom uma comunidade alistada dedicada, em vez de yeomen transferidos para auxiliar um capelão por um período antes de retornar à sua taxa nominal de yeoman. Durante este período, foi feito Prelado Honorário de Sua Santidade, com o título de Reverendo Monsenhor, em 27 de outubro de 1966.
O'Connor obteve mestrado em ética avançada pela Villanova University e doutorado em ciência política pela Georgetown University, onde estudou com a futura embaixadora dos Estados Unidos nas Nações Unidas, Jeane Kirkpatrick. Kirkpatrick disse sobre O'Connor que ele era "[…] certamente um dos dois ou três alunos de pós-graduação mais inteligentes que já tive."

## Bispo
Em 24 de abril de 1979, o Papa João Paulo II nomeou O'Connor como bispo auxiliar do Vicariato Militar para os Estados Unidos, posteriormente reorganizado como Arquidiocese para os Serviços Militares em 1985, e bispo titular de Cursola. Ele foi consagrado ao episcopado em 27 de maio de 1979, na Basílica de São Pedro, em Roma, pelo próprio João Paulo, com os cardeais Duraisamy Simon Lourdusamy e Eduardo Martínez Somalo como co-consagradores.
Em 6 de maio de 1983, João Paulo II nomeou O'Connor Bispo de Scranton, e foi instalado nessa posição no dia 29 de junho seguinte.

## Arcebispo de Nova York
Em 26 de janeiro de 1984, após a morte do Cardeal Terence Cooke três meses antes, O'Connor foi nomeado Arcebispo de Nova York e administrador do Vicariato Militar dos Estados Unidos, e empossado em 19 de março. cardeal no consistório de 25 de maio de 1985, com a igreja titular de Santi Giovanni e Paolo em Roma (a tradicional para o arcebispo de Nova York de 1946 a 2009).
Como arcebispo, O'Connor usou habilmente o poder e o prestígio de seu cargo para testemunhar a doutrina católica tradicional. Após sua morte, o The New York Times chamou O'Connor de "uma presença familiar e imponente, um líder cujas opiniões e personalidade foram injetadas com força nos grandes debates cívicos de seu tempo, um homem que se considerava um conciliador, mas que nunca hesitou em ser um combatente" e um dos "símbolos mais poderosos da Igreja Católica em questões morais e políticas".
Ao mesmo tempo, ele foi frequentemente criticado por grandes déficits orçamentários e falta de disciplina financeira, que tiveram que ser remediados após seu mandato. Nas palavras de seu amigo e co-autor, o prefeito Ed Koch: "O cardeal O'Connor era um grande homem, mas era como o Pentágono. Ele era incapaz de economizar dinheiro".

### Santidade de toda a vida
O'Connor acreditava na proteção de toda a vida humana e era um forte oponente do aborto, da clonagem humana, da pena capital, do tráfico humano e da guerra injusta. Ele atacou o que chamou de "horror da eutanásia ", perguntando retoricamente: "O que nos faz pensar que o suicídio legal permitido não se tornará suicídio obrigatório?"
Em 2000, O'Connor pediu uma "grande revisão" das leis punitivas de drogas Rockefeller, que ele acreditava produzir "graves injustiças".

### Críticas às ações militares dos EUA
Apesar de seus anos como capelão naval e almirante, O'Connor fez críticas severas a algumas políticas militares dos Estados Unidos. Na década de 1980, ele condenou o apoio dos EUA às forças guerrilheiras contrarrevolucionárias na América Central, se opôs à mineração dos EUA nas águas da Nicarágua, questionou os gastos com novos sistemas de armas e pregou cautela em relação às ações militares americanas no exterior.
Em 1998, O'Connor questionou se os ataques de mísseis de cruzeiro dos Estados Unidos ao Afeganistão e ao Sudão eram moralmente justificáveis. Em 1999, durante a Guerra do Kosovo, ele usou sua coluna semanal no jornal arquidiocesano, Catholic New York, para desafiar repetidamente a moralidade da campanha de bombardeios da OTAN à Iugoslávia, sugerindo que ela não atendia aos critérios da Igreja Católica. para uma Guerra Justa, e indo tão longe a ponto de perguntar: "O bombardeio implacável da Iugoslávia prova o poder do mundo ocidental ou sua fraqueza?" Três anos antes dos ataques de 11 de setembro na cidade de Nova York, O'Connor insistiu que os princípios tradicionais da Guerra Justa devem ser aplicados para avaliar a moralidade das respostas militares à guerra não convencional e ao terrorismo.

### Relações com o trabalho organizado
O pai de O'Connor tinha sido um membro do sindicato ao longo da vida e O'Connor era um defensor apaixonado do trabalho organizado, bem como um defensor dos pobres e dos sem-teto.
No início de seu mandato em Nova York, O'Connor estabeleceu uma direção pró-trabalho para a arquidiocese. Durante uma greve em 1984 pelo SEIU 1199, o maior sindicato de trabalhadores da saúde em Nova York, O'Connor criticou fortemente a Liga de Hospitais Voluntários, da qual a arquidiocese era membro, por ameaçar demitir sindicalistas em greve que se recusassem a retornar ao trabalho, chamando-o de " quebra- greves " e prometendo que nenhum hospital católico o faria. No ano seguinte, quando um contrato com a 1199 ainda não havia sido fechado, ele ameaçou romper com a liga e fazer um acordo unilateral com o sindicato para chegar a um acordo "que dê justiça aos trabalhadores".
Em sua homilia durante uma missa do Dia do Trabalho em St. Patrick's em 1986, O'Connor expressou seu forte compromisso com o trabalho organizado: "Tantas de nossas liberdades neste país, tanto da construção da sociedade, é precisamente atribuível ao movimento sindical, um movimento que eu pessoalmente defenderei apesar da fraqueza de alguns de seus membros, apesar da corrupção que todos conhecemos e que permeia toda a sociedade, um movimento que eu pessoalmente defenderei com minha vida”.
Em 1987, quando o sindicato dos funcionários da televisão estava em greve contra a NBC, uma equipe não sindicalizada da NBC apareceu na residência do cardeal para cobrir uma das coletivas de imprensa de O'Connor. O'Connor se recusou a admiti-los, orientando sua secretária a "dizer a eles que não foram convidados".
Após sua morte, SEIU 1199 publicou um tributo de 12 páginas a O'Connor, chamando-o de "o santo padroeiro dos trabalhadores". Descreveu seu apoio a trabalhadores de baixa renda e outros, seus esforços para ajudar os motoristas de limusine a se sindicalizarem, sua ajuda a acabar com uma greve no The Daily News e sua pressão por benefícios marginais para trabalhadores de saúde domiciliar com salário mínimo.

### Relações com a comunidade judaica
O'Connor desempenhou um papel ativo nas relações católico-judaicas. Ele denunciou fortemente o antissemitismo, declarando que "não se pode ser um cristão fiel e um antissemita. Eles são incompatíveis, porque o antissemitismo é um pecado". Ele escreveu um pedido de desculpas aos líderes judeus na cidade de Nova York pelos danos passados à comunidade judaica.
O'Connor criticou o fracasso dos bancos suíços em compensar as vítimas do Holocausto, que ele chamou de "uma questão de direitos humanos, uma questão da raça humana". Mesmo discordando dele sobre questões políticas, os líderes judeus reconheceram que O'Connor era "um amigo, uma voz poderosa contra o anti-semitismo".
O Conselho Judaico de Relações Públicas o chamou de "um verdadeiro amigo e defensor das relações católico-judaicas, [e] um humanitário que usou o poder de seu púlpito para defender pessoas desfavorecidas em todo o mundo e em sua própria comunidade". O sobrevivente do Holocausto e ganhador do Prêmio Nobel Elie Wiesel chamou O'Connor de "um bom cristão" e um homem "que entende nossa dor".

### Relações com a comunidade gay
O'Connor aderiu ao ensino católico de que atos homossexuais nunca são permitidos, enquanto os desejos homossexuais são desordenados, mas não pecaminosos em si. Após um protesto de 1989 na Catedral, onde membros do ACT UP interromperam a missa e profanaram a Eucaristia, O'Connor fez um esforço para ministrar a 1.000 pessoas morrendo de AIDS e suas famílias, acompanhando outros pacientes de AIDS a quem ele havia ministrado. Ele visitou o Centro Médico Católico de São Vicente, onde limpou as feridas e esvaziou as comadres de mais de 1.100 pacientes. Ele era muito popular entre os pacientes, muitos dos quais não sabiam que ele era o arcebispo, e apoiava outros padres que ministravam a gays e outros com AIDS. Ele liderou pessoalmente a missa fúnebre de 1990 para James Zappalorti, um veterano da Marinha que foi assassinado em Staten Island por ser gay. Nos anos após este evento, O'Connor endossou uma lei estadual de crimes de ódio que incluía crimes motivados por orientação sexual, que foi aprovada logo após sua morte em 2000.
O'Connor se opôs ativamente à Ordem Executiva 50, uma ordem do prefeito emitida em 1980 pelo prefeito Ed Koch, que exigia que todos os empreiteiros da cidade, incluindo entidades religiosas, prestassem serviços de forma não discriminatória com relação a raça, credo, idade, sexo, deficiência, bem como "orientação sexual ou preferência afetiva". Depois que o Exército de Salvação recebeu um aviso da cidade de que seus contratos para serviços de cuidados infantis seriam cancelados por se recusar a cumprir as disposições da ordem executiva sobre orientação sexual, a Arquidiocese de Nova York e Agudath Israel, uma organização judaica ortodoxa, ameaçaram cancelar seus contratos com a cidade se forçados a cumprir. O'Connor sustentou que a ordem executiva faria com que a Igreja Católica parecesse tolerar a atividade homossexual. Escrevendo na Catholic New York em janeiro de 1985, O'Connor caracterizou a ordem como "um precedente extremamente perigoso [que] convidaria uma intrusão governamental inaceitável e um envolvimento excessivo com a condução da Igreja de seus próprios assuntos internos". Fazendo a distinção católica tradicional entre "inclinações" homossexuais e "comportamentos", ele afirmou que "não acreditamos que o comportamento homossexual […] deva ser elevado a uma categoria protegida".
Não acreditamos que agências religiosas devam ser obrigadas a empregar aqueles que praticam ou defendem o comportamento homossexual. Estamos dispostos a considerar caso a caso o emprego de indivíduos que tenham se envolvido ou possam vir a se envolver em comportamento homossexual. Da mesma forma, abordamos aqueles que se envolveram ou podem se envolver no que a Igreja considera comportamento heterossexual ilícito. […] Acreditamos, no entanto, que apenas uma agência religiosa pode determinar adequadamente os requisitos de qualquer trabalho específico dentro dessa agência, e se um determinado indivíduo atende ou tem probabilidade razoável de atender a esses requisitos.
Posteriormente, o Exército da Salvação, a arquidiocese e Agudath Israel, juntamente com a Câmara de Comércio e Indústria, entraram com uma ação contra a cidade de Nova York para derrubar a ordem executiva, alegando que o prefeito havia excedido sua autoridade executiva ao emiti-la. Em setembro de 1984, a Suprema Corte de Nova York concordou com as entidades religiosas e derrubou a parte da ordem executiva que proibia a discriminação com base em "orientação sexual ou preferência afetiva" sob a alegação de que o prefeito havia excedido sua autoridade. Em junho de 1985, o mais alto tribunal de Nova York confirmou a decisão do tribunal de primeira instância derrubando a ordem executiva.
O'Connor se opôs vigorosa e ativamente à legislação municipal e estadual que garante os direitos civis de pessoas homossexuais, incluindo legislação (apoiada pelos então prefeitos Ed Koch, David Dinkins e Rudy Giuliani ) que proíbe a discriminação com base na orientação sexual em moradia, acomodações públicas e emprego. 
O'Connor também apoiou a decisão da Antiga Ordem dos Hibernianos de excluir a Organização Irlandesa de Lésbicas e Gays de marchar sob sua própria bandeira na parada do Dia de São Patrício em Nova York. Os hibernianos argumentaram que sua decisão sobre quais organizações podem marchar no desfile, que homenageia São Patrício, um santo católico, foi protegida pela Primeira Emenda e que eles não poderiam ser obrigados a admitir um grupo cujas crenças conflitassem com as deles. Em 1992, em uma decisão criticada pela União das Liberdades Civis de Nova York, a cidade de Nova York ordenou que os Hibernians admitissem a organização gay para marchar no desfile. A cidade posteriormente negou aos Hibernians uma permissão para o desfile até que, em 1993, um juiz federal em Nova York considerou que a negação da permissão da cidade era "patentemente inconstitucional " porque o desfile era privado, não público, e forma de discurso " sobre a qual o patrocinador do desfile tinha o direito de controlar o conteúdo e o tom.
Em 1987, O'Connor proibiu a DignityUSA, uma organização de católicos gays, de realizar missas nas paróquias da arquidiocese.  Após oito anos de protestos do grupo, O'Connor começou a se reunir com o grupo duas vezes por ano.

### Controvérsia sobre HIV e preservativo
O'Connor se opôs à distribuição de preservativos como medida de prevenção da AIDS, considerando-a contrária ao ensino da Igreja Católica de que a contracepção é imoral e seu uso é um pecado. O'Connor rejeitou o argumento de que os preservativos distribuídos aos gays não são contraceptivos. A resposta de O'Connor foi que usar um "ato maligno" não era justificado por boas intenções, e que a igreja não deveria ser vista como encorajadora de atos pecaminosos entre outros (outros casais heterossexuais férteis que poderiam interpretar erroneamente seu apoio estreito como licença para seus próprios contracepção). Ele também afirmou que a abstinência sexual é uma maneira segura de prevenir a infecção, alegando que os preservativos eram apenas 50% eficazes contra a transmissão do HIV.  O grupo ativista de HIV ACT UP ficou chocado com a aparente opinião do cardeal de que era pecado uma pessoa HIV-positiva usar um preservativo para prevenir a transmissão do HIV ao seu parceiro HIV-negativo, uma opinião que eles acreditam que se traduziria diretamente em mais mortes. Isso causou muitos dos confrontos entre o grupo e o cardeal.
No início da epidemia de AIDS, O'Connor aprovou a abertura de uma unidade especializada em AIDS para fornecer assistência médica a doentes e moribundos no antigo Hospital St. Clare em Manhattan, o primeiro do tipo no estado. Ele muitas vezes nutriu e ministrou a pacientes moribundos de AIDS, muitos dos quais eram homossexuais. Embora condenasse os atos homossexuais, ele não permitia que suas diferenças morais interferissem na ministração aos pacientes. Alguns membros do ACT UP protestaram em frente à Catedral de São Patrício, segurando cartazes como "O Cardeal O'Connor Ama Gays […] Se Eles Estão Morrendo de Aids".
Em 1987, Ronald Reagan nomeou O'Connor para a Comissão do Presidente sobre a Epidemia de HIV, também conhecida como Comissão Watkins. O'Connor serviu com outros 12 membros, alguns dos quais eram especialistas em AIDS, incluindo James D. Watkins, Richard DeVos e Penny Pullen. A comissão foi inicialmente controversa entre pesquisadores e ativistas de HIV por não ter experiência na doença e por estar em desordem. A Comissão Watkins surpreendeu muitos de seus críticos, no entanto, ao emitir um relatório final em 1988 que deu apoio conservador às leis anti-viés para proteger HIV-positivos.pessoas, tratamento sob demanda para viciados em drogas e aceleração da pesquisa relacionada à AIDS. O New York Times elogiou os "passos notáveis" da comissão e sua proposta de campanha de US$ 2 bilhões contra a AIDS entre viciados em drogas. As recomendações da Comissão Watkins foram semelhantes às recomendações feitas posteriormente por um comitê de especialistas em HIV nomeados pela Academia Nacional de Ciências.
Em 10 de dezembro de 1989, 4.500 membros da ACT UP (AIDS Coalition to Unleash Power) e da Women's Health Action and Mobilization (WHAM) realizaram uma manifestação na Catedral de St. preservativos nas escolas públicas e aborto. O protesto resultou em 43 prisões dentro da catedral. Na época, foi a maior manifestação contra a Igreja Católica na história, e assim permaneceu até que a visita do Papa Bento XVI em 2010 ao Reino Unido provocou protestos de aproximadamente 20.000 pessoas.

### Abuso sexual do clero
O'Connor esteve envolvido em vários pontos com a carreira de Theodore McCarrick, uma figura proeminente na hierarquia americana que foi objeto de rumores de que havia abusado sexualmente de seminaristas; McCarrick renunciou ao College of Cardinals em 2018 e foi laicizado em 2019. O'Connor ficou mais cético em relação a McCarrick ao longo dos anos.
Em abril de 1986, O'Connor endossou fortemente tornar McCarrick arcebispo de Newark.  Em 1992 e 1993, ele recebeu várias cartas anônimas acusando McCarrick de abusar sexualmente de seminaristas, e as compartilhou com McCarrick. Em 1994, em nome do Núncio Apostólico nos Estados Unidos, que estava preocupado com um possível escândalo, ele organizou uma investigação sobre rumores de que McCarrick, então Arcebispo de Newark, havia se envolvido em comportamento sexual impróprio com seminaristas e ele concluiu que não havia "impedimentos" para incluir Newark em uma visita papal planejada aos EUA
Em outubro de 1996, embora dois psiquiatras considerassem crível a acusação de um padre de abuso sexual por McCarrick, O'Connor permaneceu cético.  Naquele mesmo mês, no entanto, ele interveio para evitar que um padre "muito intimamente identificado" com McCarrick se tornasse um bispo auxiliar citando "um clima de opinião bastante instável sobre certas questões" em Newark. 
Em outubro de 1999, quando McCarrick estava sendo considerado para transferência para uma sede mais importante do que Newark, O'Connor escreveu uma carta ao Núncio Apostólico nos Estados Unidos e à Congregação para os Bispos — uma carta que o Papa João Paulo leu — que resumia as acusações contra McCarrick, especialmente por arranjar repetidamente que seminaristas e outros homens compartilhassem sua cama. O'Connor concluiu: "Lamento ter que recomendar fortemente contra tal promoção." McCarrick soube desta carta por contatos na Cúria  e em agosto de 2000, vários meses após a morte de O'Connor, escreveu uma refutação que convenceu o Papa João Paulo a nomeá-lo arcebispo de Washington.

## Doença e morte
Quando O'Connor atingiu a idade de aposentadoria para os bispos de 75 anos em janeiro de 1995, ele apresentou sua renúncia ao Papa João Paulo II, conforme exigido pela lei canônica, mas o Papa não a aceitou.  Ele foi diagnosticado em 1999 como tendo um tumor cerebral, do qual ele acabou morrendo. Ele continuou a servir como arcebispo de Nova York até sua morte.
O'Connor morreu na residência do arcebispo em 3 de maio de 2000 e foi enterrado na cripta sob o altar principal da Catedral de São Patrício. O secretário-geral das Nações Unidas Kofi Annan, o presidente Bill Clinton e a primeira-dama Hillary Clinton, o vice-presidente Al Gore, a secretária de Estado Madeleine Albright, o ex-presidente George H W Bush, o governador do Texas George W. Bush, o governador de Nova York George Pataki, Nova O prefeito de York City Rudolph Giuliani, ex-prefeitos de Nova York Ed Koch, e David Dinkins estavam entre os dignitários que compareceram ao seu funeral, que foi presidido pelo Cardeal Secretário de Estado Angelo Sodano. A pedido de O'Connor, a homilia foi proferida pelo Cardeal Bernard F. Law e o elogio foi proferido pelo Cardeal William W. Baum.

## Legado

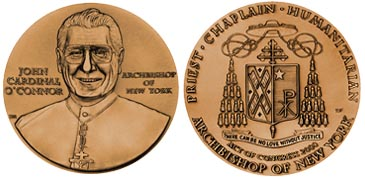
Medalha de Ouro do Congresso concedida a O'Connor

O'Connor recebeu postumamente a Medalha da Liberdade do Estado do Império Jackie Robinson pelo governador de Nova York George Pataki em 21 de dezembro de 2000. Em 7 de março de 2000, O'Connor recebeu a Medalha de Ouro do Congresso por apoio unânime nos Estados Unidos. Senado dos Estados Unidos e apenas um voto contra - Rep. Ron Paul - a resolução na Câmara dos Representantes dos Estados Unidos.
O John Cardinal O'Connor Pavilion em Riverdale, Bronx, uma residência para padres aposentados, abriu em 2003. A John Cardinal O'Connor School em Irvington, Nova York, para estudantes com diferenças de aprendizado, abriu em 2009. A maior conferência pró-vida dirigida por estudantes nos Estados Unidos também é nomeada em sua homenagem. É realizado anualmente na Universidade de Georgetown no dia seguinte ao March for Life anual.